# Dijana Števin
Dijana Števin (født 23. oktober 1986 i Zrenjanin) er en serbisk håndboldspiller, der spiller for HBC Celles Sur Belle og det Serbiens håndboldlandshold.